# The Kid & I
The Kid & I (prt: Dupla Imbatível; bra: O Garoto e Eu) é uma comédia cinematográfica norte-americana de 2005 dirigida por Penelope Spheeris.

## Sinopse
O ex-ator Bill Williams (interpretado por Tom Arnold) está perto de cometer suicídio, porque sua carreira está aruinada. Ele joga fora todas as suas coisas e doa suas roupas para um pobre alcoólatra. O homem bebe a vodka de Bill e pega metade de suas pílulas para estragar plano de suicídio. Bill bebe seu álcool e, em seguida, toma as pílulas sem saber que não morreria. Ele, então, deita na banheira e fecha os olhos. Três dias depois, um agente de cinema demente chamado Johnny Bernstein (interpretado por Henry Winkler) aparece no apartamento de Bill com uma oferta de trabalho para ele. Ele diz que um bilionário, Davis Roman (interpretado por Joe Mantegna) contratará Bill para escrever e co-estrelar em um filme exatamente igual a True Lies para que seu filho, Aaron Roman (interpretado por Eric Gores), cujo filme favorito é True Lies, possa vivenciar seu sonho de ser um ator e estrelar em um filme de ação. Sem saber muito sobre o garoto ou o bilionário, Bill aceita fazer o projeto desde que possa faturar milhares até o final do filme.
Mais tarde no parque, Bill encontra-se com o alcoólatra que pegou suas drogas e seu álcool. O homem mostra-se como Guy Prince (interpretado por Richard Edson), um homem sem dinheiro que não tem um emprego quase 13 anos. Bill descobre que tem muito a ver com Guy e pergunta-se se ele queria atuar no filme. Guy aceita, e torna-se o "melhor" amigo não-convencional de Bill.
Johnny, Bill e Guy, depois, apareceram na mansão pródiga de Roman para se encontrar com Davis e sua esposa, Shelby (interpretada por Shannon Elizabeth). Eles são pessoas boas, fazendo com que Bill pense que eles têm um filho normal. No entanto, quando Aaron o mostra, Bill fica desconfortavel e assume que fará um filme ruim com uma pessoa deficiente mental. Ele tenta recusar a oferta rapidamente quando sua ex-esposa, a produtora, Susan Mandeville (interpretada por Linda Hamilton) chega com um grupo inteiro de apoiantes e conta a todos que ela produzirá o filme. Pouco depois de ela aparecer, Davis conversa com Bill sobre o quão normal Aaron é, apesar de ser diagnosticado com paralisia cerebral. Bill, lembrando-se que quanto dinheiro receberia, concorda em fazer o filme novamente. Aaron é um menino tenaz e está feliz por ver Bill em pessoa. Ele rapidamente conta a Bill sobre sua ideias interessantes sobre o filme e assim, começam a escrever o roteiro. Embora algumas ideias de Aaron sejam irrealistas, Bill fica confiante de que será capaz de pô-las no filme. Aaron decide chamar o filme de "Two Spies" (em português: "Dois Espiões"). Guy está se divertindo, bem como flerta com as mulheres locais e passa o tempo bebendo toda a cerveja gratuita de Roman e vinho. Aaron conta a Bill que quer beijar uma garota bonita no final de seu filme em uma banheira de água quente. Ele tem a atriz/modelo Arielle Kebbel em mente. Bill, sem saber as circunstâncias, aceita a ideia.
Susan ajuda a manter-se na trilha, levando a produção a um grande estúdio de cinema na Califórnia. A filmagem de Two Spies rapidamente começa. O atores logo aparecem, incluindo Arielle Kebbel, que agrada um Aaron apaixonado. Uma policial mulher agressiva acima do peso torna-se a namorada de Bill no filme. Guy interpreta um personagem chamado Lester Loser, alguém por trás de uma série de bombas extrangeiras criadas pelos vilões. O personagem de Aaron resgata um cão e o leva de volta a oficiais do governo, aos quais o pertence. Bill fica feliz com o progresso do filme até descobrir que ele apenas será mostrado na festa de aniversário de Aaron e não ao resto do mundo. Ele rapidamente entra em depressão e fica irritado consigo mesmo novamente. Para piorar a situação, Aaron esqueceu-se que era alérgico a cães e fica doente. Sua mãe, Bonnie (interpretada por Brenda Strong), superprotetora e furiosa, descobre sobre sua doença e volta à mansão para deixar Aaron em repouso o resto do verão. Ela o convence que Bill é um homem mal e Aaron começa a achar o mesmo. Ele deixa o plano de viver com sua mãe para o resto do ano até próximo verão. Davis ainda se oferece a pagar Bill pelo filme incompleto, mas ele honestamente recusa-se a pegar o dinheiro. Guy começa a gastar todo seu dinheiro em bebidas e torna-se um homem falido vivendo em um trailer atrelado em um carro novamente. Bill, perturbado, evita qualquer tipo de contato com Susan e começa a planejar uma segunda tentativa de suicídio.
Bill assiste a uma fita de algumas filmagens e começa a pensar que nem tudo está perdido para ele e Aaron. Ele vai de avião à longe casa onde Aaron e Bonnie vivem. Ele consegue convencer Bonnie que fazer e terminar o filme seria uma experiência positiva para todos. Bonnie concorda e Aaron, cheio de felicidade, voa de volta à casa de seu pai para fazer a tão esperada sequência da banheira de água quente com Arielle. Ambos se beneficiam da cena.
Na noite de aniversário de Aaron, centenas de pessoas compareceram ao cinema local, que concordaram ver Two Spies pela primeira vez. Susan recebe atenção positiva dos repórteres e conta a todos que acredita em Aaron. Davis, Shelby e surpreendentemente Bonnie gostaram do filme. Arnold Schwarzenegger e Jamie Lee Curtis aparecem, para a surpresa de Bill e desejam a Aaron um feliz aniversário. Guy anuncia a Bill que irá beber menos e começará uma carreira no showbiz. Johnny começa a considerar mostrar o filme ao resto do mundo por que o elenco fora tão bem. Bill fica feliz e, novamente, conta a Aaron que gostaria de continuar a trabalhar com ele.
A cena final mostra Aaron na banheira de água quente com Arielle dando outro beijo ternamente romântico.[carece de fontes?]

## Elenco
| Ator                 | Papel            |
| -------------------- | ---------------- |
| Tom Arnold           | Bill Williams    |
| Eric Gores           | Aaron Roman      |
| Linda Hamilton       | Susan Mandeville |
| Joe Mantegna         | Davis Roman      |
| Henry Winkler        | Johnny Bernstein |
| Richard Edson        | Guy Prince       |
| Shannon Elizabeth    | Shelby Roman     |
| Brenda Strong        | Bonnie Roman     |
| Arielle Kebbel       | Arielle          |
| Yvette Nicole Brown  | Bunny            |
| Gabby Sanalitro      | Val              |
| Laura Michel Kahwaji | Laura            |
| Shaquille O'Neal     | Shaq             |
| Bill Goldberg        | Goldberg         |
| Alejandro Patino     | Síndico          |
| Brianne Davis        | Marla            |

## Trilhas sonoras
- "What's Up Doc (Can We Rock)" por The Fu-Schnickens[carece de fontes?]
- "The Final Countdown" por Europe[carece de fontes?]
- "Love Me With All Your Heart" por Agnetha Falksnog[carece de fontes?]
- "A Whiter Shade Of Pale" por Procol Harum[carece de fontes?]
- "Achy Breaky Heart" por Billy Ray Cyrus[carece de fontes?]
- "Funky Cold Medina" por Tone Loc[carece de fontes?]
- "Let Me See Your Underwear" por THEM[carece de fontes?]